# عبدالعزیز قشیر
عبدالعزیز قشیر (انگلیسی: Abdelaziz Guechir؛ زادهٔ ۶ آوریل ۱۹۶۸) بازیکن فوتبال اهل الجزایر بود.
از باشگاه‌هایی که در آن بازی کرده‌است می‌توان به باشگاه فوتبال اوراس باتنه اشاره کرد.
وی همچنین در تیم ملی فوتبال الجزایر بازی کرده‌است.